# Francis Boulard & Fille
Francis Boulard & Fille is een champagnehuis dat in maart 2010 ontstond door het beëindigen van de vennootschap van de drie kinderen van Raymond Boulard. Het champagnehuis Raymond Boulard hield in de oude vorm op te bestaan. Francis Boulard & Fille bezit 3 hectare wijngaarden en legt zich toe op het organisch verbouwen van druiven. Het bedrijf is in Cauroy-lès-Hermonville gevestigd.
Het huis levert acht champagnes:
- Francis Boulard & Fille "Les Murgiers"
- Francis Boulard & Fille "Vieilles Vignes"
- Francis Boulard & Fille "Grand Cru Mailly-Champagne"
- Francis Boulard & Fille "Rosé", een roséchampagne.
- Francis Boulard & Fille "Millésimé"
- Francis Boulard & Fille "Petraea"
- Francis Boulard & Fille "Les Rachais"
- Francis Boulard & Fille "Les Rachais Rosé"